# Rapla
Rapla là một thị trấn ở trung Estonia, nó là trung tâm hành chính của hạt Rapla. Nó có dân số của 5.618 người (tính đến ngày 1 tháng 1 năm 2008). Ghi chép lâu đời nhất nó nên đại từ năm 1241 trong cuộc điều tra dân số Đan Mạch, khi đó nó là một ngôi làng nhỏ rộng 8 mẫu với các cánh đồng canh tác.
Vào năm 1913 Rapla có khoảng 20 nhà đá và 60 nhà gỗ. Trong khoảng thời gian này một số cộng đồng xã hội đã được thành lập, như công ty tình nguyện viên Fire, cộng đồng Bài hát và Nhạc, cộng đồng Nông nghiệp, v.v. Trong năm 1931 một đường sắt từ Rapla đến Virtsu được khai trương. Nó được sử dụng cho đến năm 1968.

## Hình ảnh

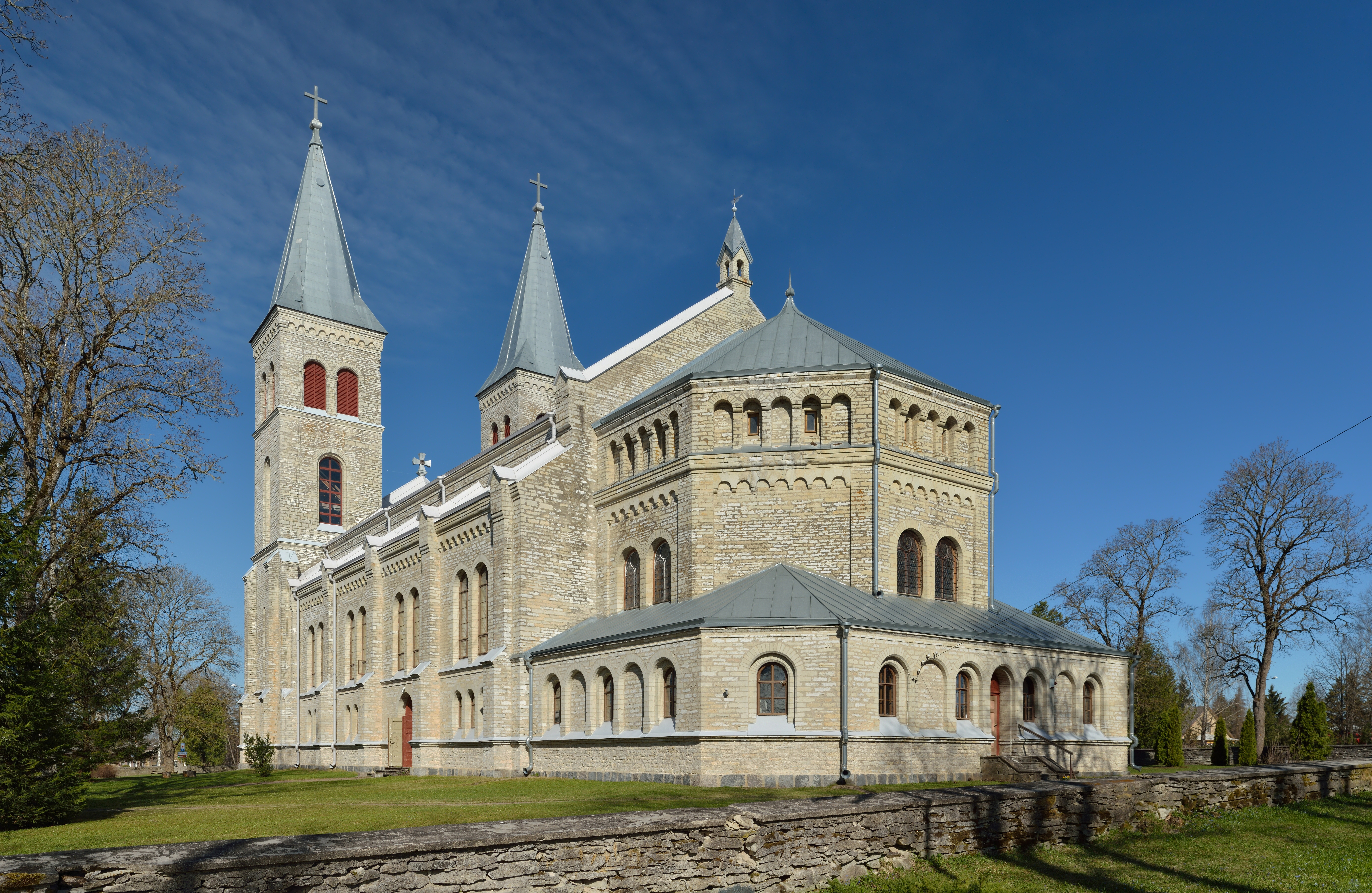
Nhà thờ Maria Magdalena Rapla
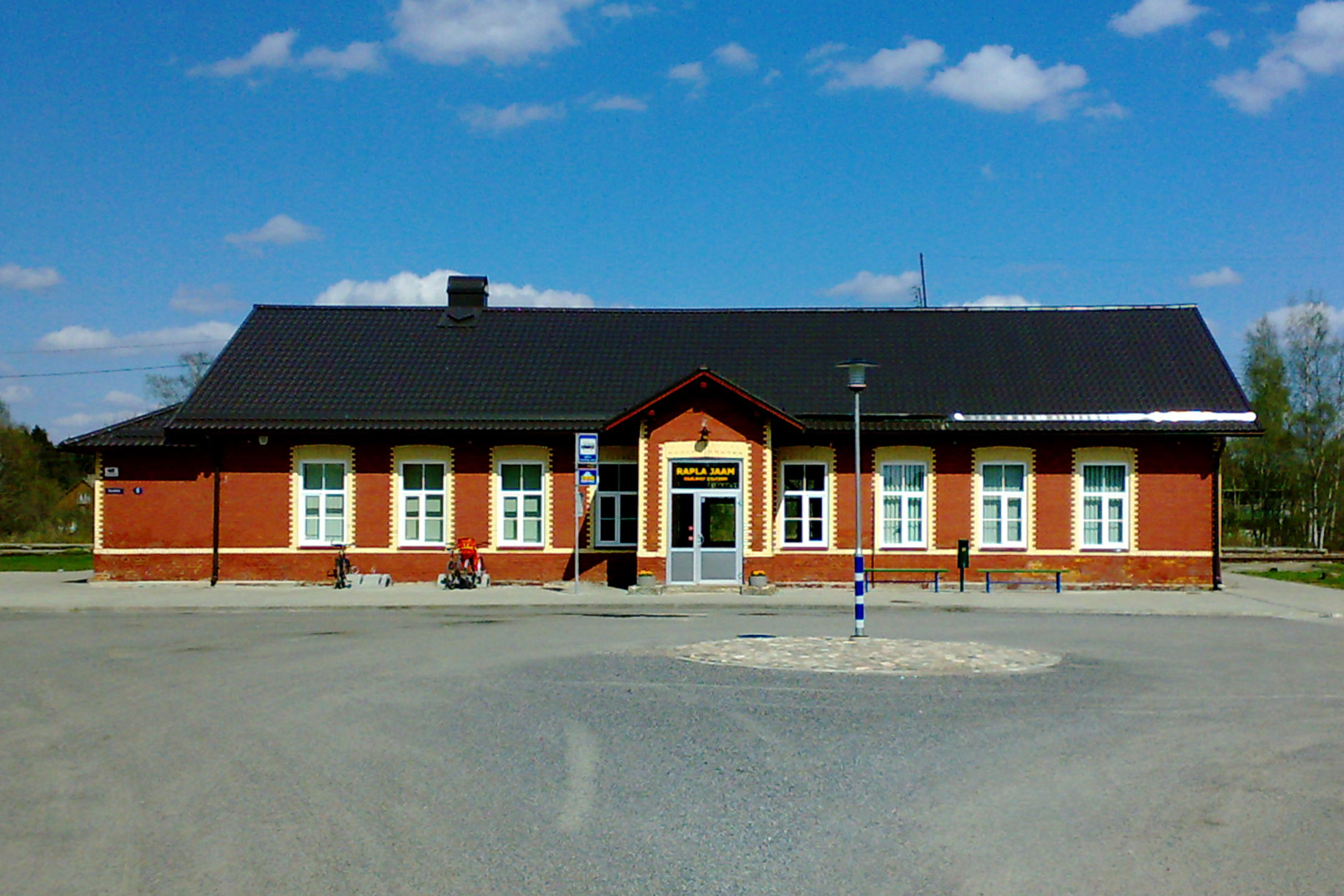
Nhà ga Rapla
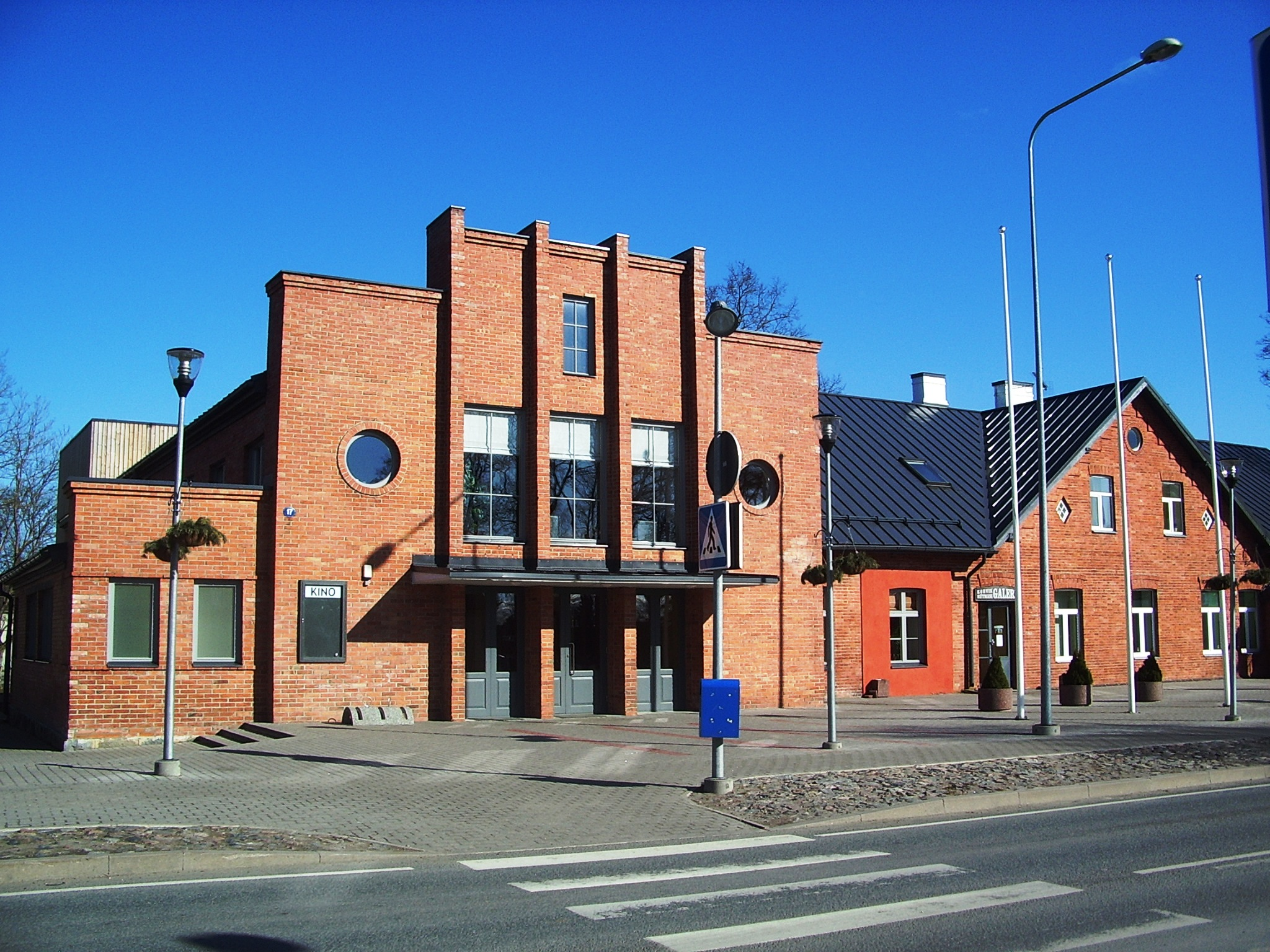
Trung tâm văn hoá Rapla
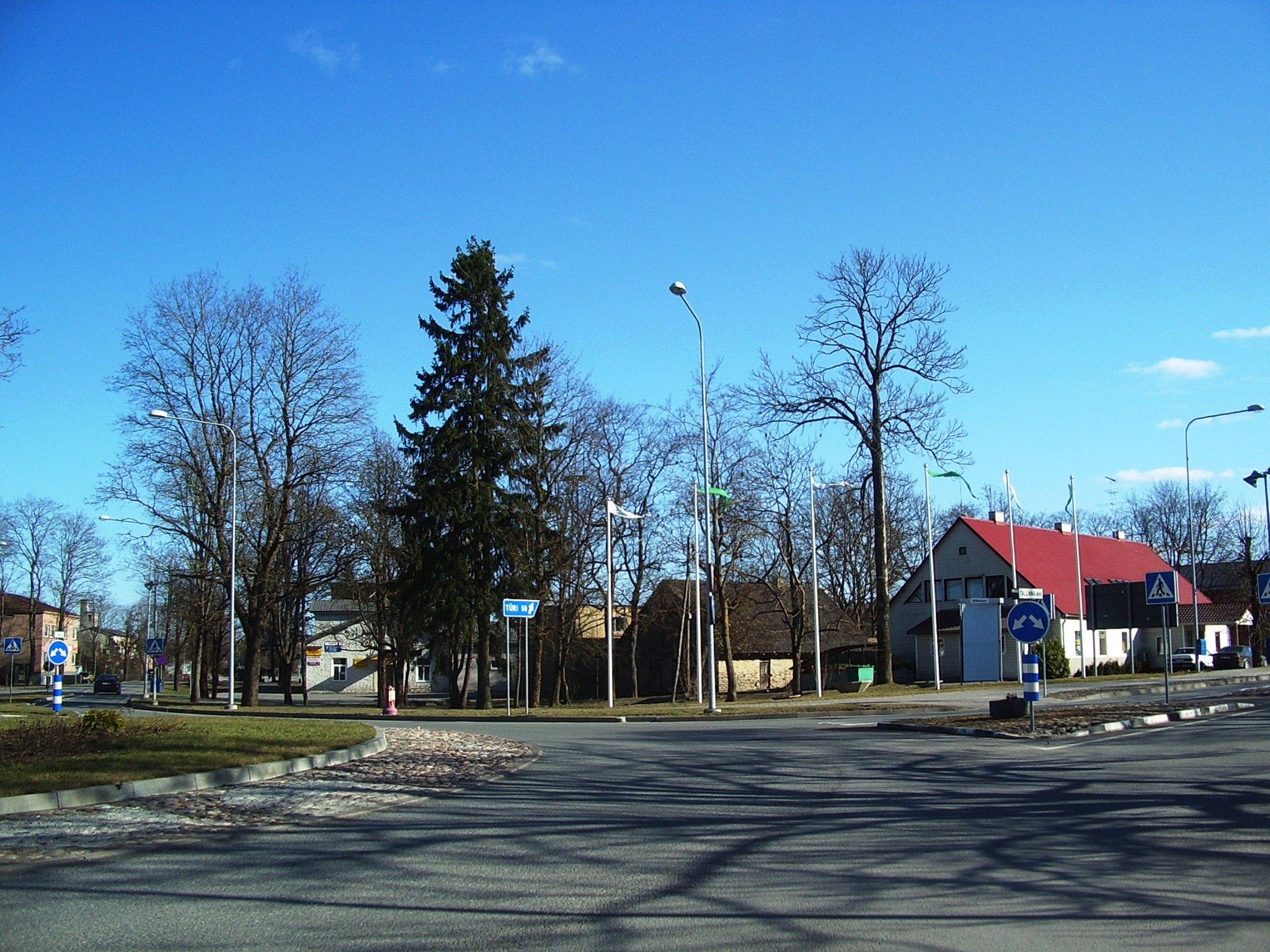
Quảng trường trung tâm Rapla.